# Odeska Astronomitschna Obserwatorija

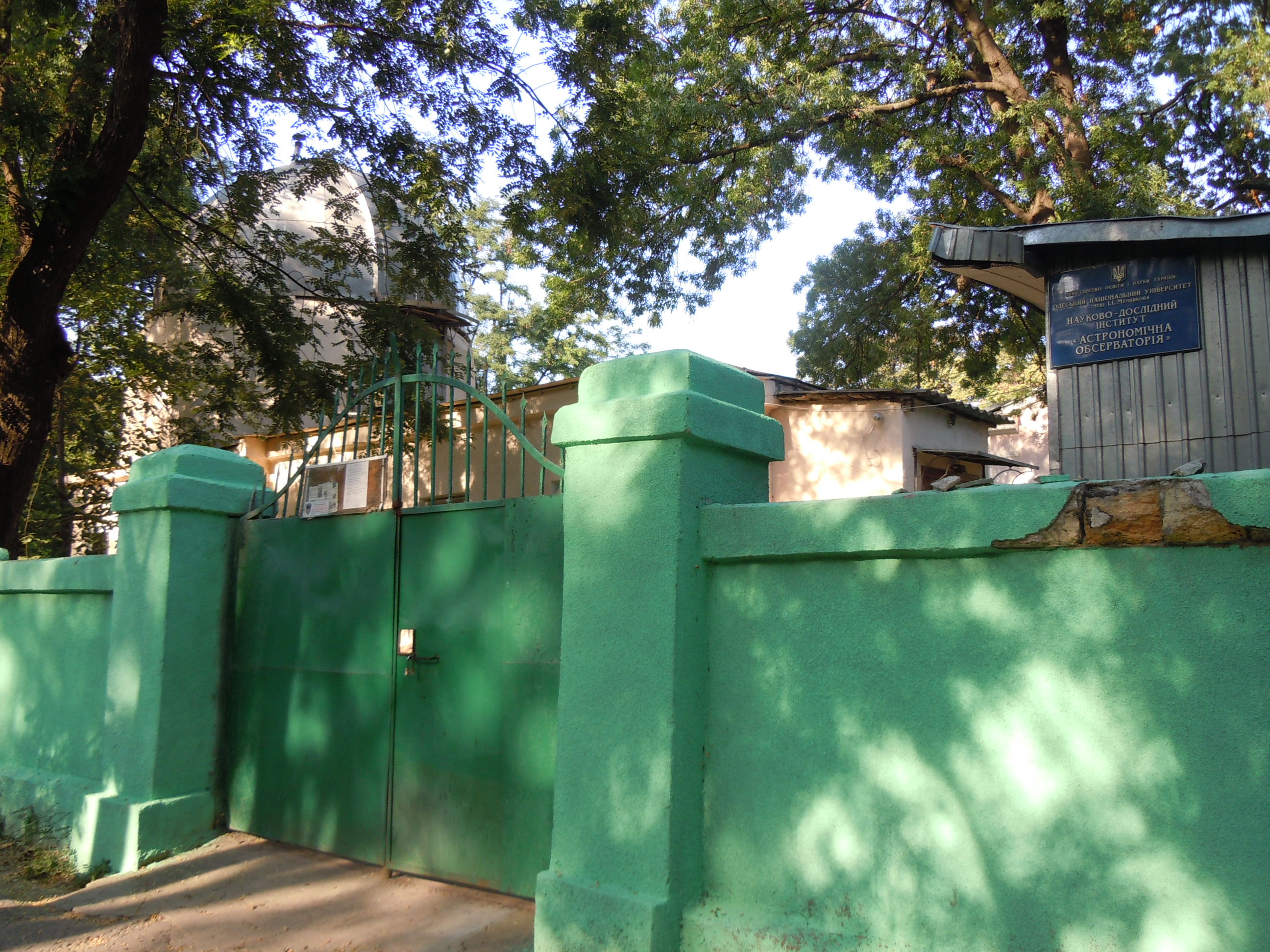
Odessa-Observatorium

Das Odeska Astronomitschna Obserwatorija (OAO, ukrainisch Оде́ська астрономічна обсерваторія, englisch Odessa Observatory, IAU-Code 086) ist eine Sternwarte in der Stadt Odessa im Süden der Ukraine.
Das Observatorium gehört zu der Nationalen Ilja-Iljitsch-Metschnikow-Universität Odessa. Das Observatorium wurde 1870 gegründet und seitdem erweitert. Beobachtungen können von vier Standorten, zwei in den Vororten und zwei auf Bergen mittels einer Reihe von Teleskopen getätigt werden.
Die größten Teleskope sind zwei mit 80 cm, eines mit 60 cm, weitere zwei mit 50 cm und eines mit 35 cm Öffnung; letzteres ist eine Schmidtkamera. Zusammen mit dem Vihorlat-Observatorium wurde ein 1-m-Teleskop am Kolonicke Sedlo errichtet. Bedeutende Resultate sind u. a. eine 1957 begonnene Himmelsdurchmusterung mit 80.000 Fotoplatten.